# أرماند هاين
أرماند هاين (بالفرنسية: Armand Heine)‏ هو مصرفي فرنسي، ولد في 1818 في بوردو في فرنسا، وتوفي في 9 نوفمبر 1883 في Saint-Julien-Beychevelle ‏ في فرنسا.